# Danzig (Schiff, 1907)
Die Danzig war ein Kleiner Kreuzer der Kaiserlichen Marine, der auf der Danziger Werft unter dem Haushaltsnamen „Ersatz Alexandrine“ gebaut wurde. Er war das letzte Schiff der Bremen-Klasse und wurde am 23. September 1905 durch den Danziger Oberbürgermeister Ehlers getauft. Die Indienststellung am 1. Februar 1907 erfolgte mit Teilen der Besatzung des Kleinen Kreuzers Arcona.

## Friedenseinsätze
Nach Abschluss aller Erprobungen wurde die Danzig dem Verband der Aufklärungsschiffe zugeteilt und tat normalen Flottendienst. Ab dem 5. Juni 1910 diente es als Schulschiff bei der Inspektion für Schiffsartillerie. Bei den Übungen kam es mehrfach zu Kollisionen mit anderen Einheiten, wie z. B. am 16./17. Oktober 1910 mit dem Torpedoboot S 76. Ende Juli 1914 wurde das Schiff zur Sicherung des Kieler Hafens abgestellt.

## Kriegseinsätze
Mit Beginn des Krieges wurde die Danzig zunächst der II. Aufklärungsgruppe zugeteilt und in die Nordsee verlegt. Am 25. August 1914 kam sie zur IV. Aufklärungsgruppe. Drei Tage später kam es bei Helgoland zum ersten Seegefecht zwischen britischen und deutschen Einheiten. Die Danzig konnte zwar nicht eingreifen, aber es gelang ihr 170 Männer des sinkenden Kleinen Kreuzers Ariadne zu retten.
Nach diversen Einsätzen in der Ostsee war die Danzig ab Mai 1915 wieder in der Nordsee tätig. Am 18. Mai 1915 erhielt sie einen Minentreffer und wurde von ihrem Schwesterschiff Berlin eingeschleppt. Da die Reparaturen länger als erwartet dauerten, wechselte die Besatzung auf den Kleinen Kreuzer Frauenlob. Erst am 13. November 1915 war die Danzig wieder einsatzbereit. Sie ging nun wieder in die Ostsee und operierte von Libau aus. Am 25. November 1915 erhielt sie südlich von Gotland erneut einen Minentreffer. Das Ruder wurde abgerissen und die Wellen verbogen. Erneut schleppte der Kleine Kreuzer Berlin das manövrierunfähige Schiff ein. Die Instandsetzung in der Kaiserlichen Werft Danzig dauerte sechs Monate. Wieder wechselte in dieser Zeit ein Teil der Besatzung auf die Frauenlob.
Im Juli 1916 wurde die Danzig in Bremen noch einmal gründlich überholt. Ab August 1916 übernahm sie Vorpostendienste in der Deutschen Bucht. Am 1. Dezember 1916 wurde das Schiff erneut der II. Aufklärungsgruppe zugeteilt. Nach diversen Mineneinsätzen wurde die Danzig im Juni 1917 wieder in die Ostsee verlegt, wo sie als Zielschiff diente. Im Herbst 1917 nahm sie an der Besetzung der Baltischen Inseln (Unternehmen Albion) teil. Anschließend der Materialreserve zugeteilt, war sie bis zu ihrer Außerdienststellung am 25. März 1918 wieder Zielschiff für U-Boote.

## Verbleib
Die Danzig wurde, wie viele andere deutsche Schiffe, am 5. November 1919 aus der Liste der Kriegsschiffe gestrichen. Er wurde am 15. September 1920 als Schiff R an Großbritannien ausgeliefert und von 1921 bis 1923 in Whitby abgewrackt.

## Kommandanten
- Korvettenkapitän Otto Philipp: von Februar 1907 bis April 1907
- Korvettenkapitän/Fregattenkapitän Herwarth Schmidt von Schwind: von April 1907 bis Oktober 1908
- Fregattenkapitän/Kapitän zur See Woldemar Herrmann: von Oktober 1908 bis September 1909
- Fregattenkapitän Wilhelm Timme: von September 1909 bis Juni 1910
- Korvettenkapitän/Fregattenkapitän/Kapitän zur See Hans Pfundheller: von Juni 1910 bis April 1912
- Korvettenkapitän/Fregattenkapitän Ernst Ewers: von April 1912 bis April 1914
- Fregattenkapitän Fritz Reiß: von April 1914 bis Mai 1915
- Kapitänleutnant Reinhold Wiegandt: vom Mai 1915 bis August 1915 reduzierte Besatzung
- Kapitänleutnant d. R. Johannes Wagner: von August 1915 bis Oktober 1915 reduzierte Besatzung
- Fregattenkapitän Georg Hoffmann: November/Dezember 1915
- Kapitänleutnant d. R. Johannes Wagner: von Dezember 1915 bis Juli 1916, als Navigationsoffizier reduzierte Besatzung
- Fregattenkapitän Otto Feldmann: von Juli 1916 bis April 1917
- Korvettenkapitän Prinz Adalbert von Preußen: von Mai 1917 bis März 1918